# Abra philippinensis
Abra philippinensis is een tweekleppigensoort uit de familie van de Semelidae. De wetenschappelijke naam van de soort werd in 1885 gepubliceerd door E. A. Smith.